# Zalessie (rejon mohylewski)
Zalessie (biał. Залессе; ros. Залесье; pol. hist. Zalesie) – wieś na Białorusi, w obwodzie mohylewskim, w rejonie mohylewskim, w sielsowiecie Wiendaraż, nad Łachwą.
W XIX w. majątek ziemski będący własnością Zaleskich. Położone było wówczas w Rosji, w guberni mohylewskiej, w powiecie mohylewskim. Następnie w granicach Związku Sowieckiego. Od 1991 w niepodległej Białorusi.